# Karl-Heinz Mödrath
Karl-Heinz Mödrath (Kerpen, 22 settembre 1951) è un ex calciatore tedesco, di ruolo attaccante.

## Biografia
Con 150 reti segnate in Zweite Bundesliga, quasi tutte con la maglia del Fortuna Colonia, si colloca al secondo posto nella classifica di tutti i tempi della manifestazione.

## Palmarès

### Individuale
- Capocannoniere della Zweite Bundesliga: 1

1978-1979 (28 reti)